# Cheng Dechen
Chéng Déchén (mort el 632 aEC) (xinès tradicional: 成得臣, xinès simplificat: 成得臣), també conegut pel seu títol honorífic Zǐ Yù (子玉), va ser un primer ministre de l'Estat de Chu durant el període de Primaveres i Tardors de la història xinesa. Va servir sota les ordres del rei Cheng de Chu (que va regnar entre el 671 – 626 aEC) i va morir en la batalla de Chengpu el 632 aEC.
En l'estiu del 632 aEC, el rei Cheng va atacar l'Estat de Song, quan va demanar-hi d'ajuda a l'Estat de Jin, el rei Cheng es va rendir.
El General Chéng Déchén va demanar de continuar lluitant però el Rei Cheng va dir: Chong’er (posterior Duc Wen de Jin) ha marxat de casa durant molts anys. Atacar sobtadament el seu país no està bé sota el cel. Chéng Déchéng pressionà en el seu cas i avançà amb una petita divisió cap a l'Estat de Jin només per ser derrotat. En sentir la notícia, un furiós rei Chu immediatament el va executar.